# Kościół Matki Boskiej Częstochowskiej w Danowie
Kościół Matki Boskiej Częstochowskiej w Danowie – katolicki kościół filialny zlokalizowany we wsi Danowo w gminie Goleniów, w powiecie goleniowskim (województwo zachodniopomorskie). Jest filią parafii Matki Bożej Gromnicznej w Mostach.

## Historia i architektura
Wzniesiony na początku XVII wieku kościół murowany jest z kamienia. Sytuowany na planie prostokąta, nakryty jest dwuspadowym dachem krytym dachówką. W zachodnią część połaci dachowej wpuszczona jest drewniana, odeskowana wieża, dodana w 1655 roku. Zwieńczona jest spiczastym, blaszanym hełmem. Duże, zakończone ostrołukowo okna zostały przemurowane w XIX wieku. W elewacji południowej znajduje się ostrołukowy, trójuskokowy portal wejściowy.
Wnętrze kościoła nakrywa drewniany, belkowany strop. Ściany są otynkowane, posadzka w prezbiterium wykonana jest z granitu szkliwionego. Nad wejściem zachowała się historyczna empora chórowa, wsparta na czterech słupach.
Po II wojnie światowej nieużytkowany kościół popadł w ruinę. Został odbudowany w latach 1994–1995. Konsekrował go w dniu 28 sierpnia 1995 roku biskup Marian Przykucki.